# Баландін Анатолій Никифорович
Анатолій Никифорович Баландін (нар. 14 липня 1927, місто Оренбург, тепер Російська Федерація — 19 лютого 2014, місто Оренбург, Російська Федерація) — радянський державний діяч, 1-й секретар Оренбурзького обкому КПРС, голова Оренбурзького облвиконкому. Член ЦК КПРС у 1981—1990 роках. Депутат Верховної Ради СРСР 7—11-го скликань.

## Життєпис
У 1952 році закінчив Чкаловський (Оренбурзький) сільськогосподарський інститут.
У 1952—1957 роках — головний агроном Красно-Восточної машинно-тракторної станції, директор машинно-тракторної станції імені Дзержинського Чкаловської області.
Член КПРС з 1954 року.
У 1957—1959 роках — інструктор сільськогосподарського відділу Чкаловського (Оренбурзького) обласного комітету КПРС.
У 1959—1962 роках — 1-й секретар Чкаловського районного комітету КПРС Оренбурзької області.
У 1962—1964 роках — директор Сорочинського територіального виробничого колгоспно-радгоспного об'єднання Оренбурзької області.
У 1964 році — завідувач сільськогосподарського відділу Оренбурзького сільського обласного комітету КПРС, 2-й секретар Оренбурзького сільського обласного комітету КПРС.
23 грудня 1964 — лютий 1966 року — секретар Оренбурзького обласного комітету КПРС.
У лютому 1966 — грудні 1980 року — голова виконавчого комітету Оренбурзької обласної ради депутатів трудящих.
22 грудня 1980 — 25 серпня 1989 року — 1-й секретар Оренбурзького обласного комітету КПРС.
З серпня 1989 року — персональний пенсіонер союзного значення в місті Оренбурзі.
У 1997—2013 роках — голова Оренбурзького обласної Ради ветеранів війни, праці, збройних мил та правоохоронних органів.
Помер 19 лютого 2014 в місті Оренбурзі.

## Нагороди і звання
- три ордени Леніна
- орден Жовтневої Революції
- два ордени Трудового Червоного Прапора
- медалі
- почесний громадянин Оренбурзької області
- почесний громадянин Оренбурзького району